# 自動車技術ハンドブック (自動車技術会)
自動車技術ハンドブックは自動車技術を系統的に記載した書籍。自動車技術会が編集・出版している主要な書籍の一つ。

## 概要
編集には自動車各社の現職技術者が協力している。
『自動車技術の進歩・発達及びその広範囲化に対応し、会員を初めとする自動車技術関係者に役立つようにの用に供する』もの。『日本の自動車産業を担う若手技術者、自動車技術の修得を目指す学生が対象』(技術会通信2005年5月での記述)とも、『整備に係わる方々はもとより，研究開発に携わる技術者にも必携の書』(技術会通信2006年11月での記述)とも、宣伝されている。

## 初版(1990年-1991年発行)
1. 第1分冊 基礎・理論編 366ページ 1990.12発行
2. 第2分冊 設計編 636ページ 1991.3発行
3. 第3分冊 試験・評価編 348ページ 1991.6発行
4. 第4分冊 生産・品質・整備編 400ページ 1991.9発行

- 改訂版発行に向けた残部整理のため、2002年に、自動車技術会創立55周年記念と銘打って 自動車技術ハンドブック特別キャンペーンをおこなっていた。

## 改訂版(2004年-2006年発行)
14年ぶりに改訂版が発刊。前回の4分冊構成は、9分冊となり、各分冊には「自動車を取り巻く諸情勢」と「法規・規格」の章が追加されている。
「基礎・理論」、「環境・安全」、「設計」(3分冊)、「試験・評価」(2分冊)、「生産・品質」、「整備」の分野別で全9分冊で2004年9月から3ヶ月毎に一分冊ずつ順次発刊、2006年11月で全冊の発刊を完了している。
1. 第1分冊 基礎・理論編 2004.9発行 464ページ 5,250円
2. 第2分冊 環境・安全編 2005.1発行 156ページ 4,200円
3. 第3分冊 設計(デザイン・ボディ)編 2005.2発行 254ページ 4,725円
4. 第4分冊 設計(パワートレイン)編 2005.5発行 342ページ 4,725円
5. 第5分冊 設計(シャシ)編 2005.12発行 258ページ 4,725円
6. 第6分冊 試験・評価(パワートレイン)編 2006.1発行 166ページ 4,725円
7. 第7分冊 試験・評価(車両)編 2006.3発行 372ページ 4,725円
8. 第8分冊 生産・品質編 2006.8発行 360ページ 4,725円
9. 第9分冊 整備・リサイクル・LCA 編 2006.11.1発行 140ページ 4,200円

## 自動車技術会発行誌
自動車技術会では他に以下のものなどを発刊している。
1. 定期的配布会誌『自動車技術』(月刊)
2. 自動車技術会会員の論文、資料を収録・発表する論文集『自動車技術会論文集』(不定期)、技術情報を収集・収録した抄録誌「自動車技術文献抄録」(月刊)
3. 日本で販売されている自動車の諸元を中立的な立場で収録した「自動車諸元表」(原則年1回)
4. 日本の自動車技術情報を定期的に海外に紹介する英語版刊行物「JSAE Review」(年4回)
5. 技術会議実験・研究等の活動成果を取りまとめた報告書「技術報告シリーズ」(毎年または隔年)

## 関連情報
自動車技術会